# Natriumamalgam
Natriumamalgam ist eine Legierung von Natrium und Quecksilber. Es ist ein technisch wichtiges Reduktionsmittel in der anorganischen Chemie.

## Gewinnung und Darstellung
Es wird in großem Maßstab hergestellt und entsteht bei der Chloralkali-Elektrolyse als Zwischenprodukt. Natriumamalgam wird mit Wasser zu Natronlauge, Wasserstoff und Quecksilber zersetzt, das im Kreislauf wieder zur Elektrolyse verwendet wird.
Es kann direkt auch durch Lösung von Natrium in Quecksilber hergestellt werden.

## Eigenschaften
Natriumamalgam ist ein grauer, spröder Feststoff. Der Schmelzpunkt ist abhängig von der Zusammensetzung; bei 20 % Na beträgt er 61 °C. Mit bis zu 3 % Natrium ist Natriumamalgam nicht allzu luftempfindlich, trotzdem muss bei einer Aufbewahrung aber sorgfältig für Luftabschluss gesorgt werden.
| Anteile Natrium | Liquidustemperaturen |
| --------------- | -------------------- |
| 0,5 %           | 0 °C                 |
| 1,0 %           | 50 °C                |
| 1,5 %           | 100 °C               |
| 2,0 %           | 130 °C               |
| 2,5 %           | 156 °C               |
| 3,0 %           | 250 °C               |
| 4,0 %           | 320 °C               |

## Verwendung
In der organischen Chemie wird  Natriumamalgam zur Reduktion von Nitroverbindungen, zur Hydrierung von Mehrfachbindungen sowie von Disulfiden, zur reduktiven Dehalogenierung von Halogenparaffinen und zur Abspaltung von Sulfogruppen verwendet.
Ebenfalls findet es Anwendung zur Herstellung von Amalgamen anderer Metalle, wie z. B. Barium-, Strontium- und Chromamalgam durch Umsetzung einer wässrigen Lösung des entsprechenden Salzes mit Natriumamalgam. Durch Lösen der Chloride in Ethanol und anschließender Umsetzung sind ebenfalls die Amalgame der seltenen Erden leicht zugänglich:
{\displaystyle {\ce {3NaHg_{x}{}+NdCl3->[\mathrm {C_{2}H_{5}OH} ]3NaCl(v)+NdHg_{x}{}}}}